# Norihiro Yagi
Pour les articles homonymes, voir Yagi.
Norihiro Yagi (八木 教広, Yagi Norihiro) est un mangaka né en 1968 dans la préfecture d'Okinawa, au Japon.
En 1990, il remporte le 32e Prix Akatsuka avec son premier manga, Undeadman publié dans le Monthly Shonen Jump. La première véritable série de Norihiro Yagi est une comédie scolaire, Angel Densetsu, qui parait dans le Monthly Shonen Jump de 1992 à 2000, et le rendra célèbre au Japon. La série connaitra une adaptation en anime sous la forme d'OAV en 1996. Son œuvre suivante et la plus récente, Claymore, est publiée dans ce même magazine depuis 2001, et a été porté en animé par les studios Madhouse en 2007.
Il eut pour assistant de 1996 à 2000 Akihisa Ikeda, aujourd'hui mangaka connu pour sa série Rosario + Vampire.

## Méthodes de travail
Norihiro Yagi se définit lui-même comme un « storyboard mangaka ». La majorité de ses personnages sont développés directement dans son storyboard qui est très détaillé et transmis ensuite à ses assistants. Selon Yagi, cette méthode a l'avantage d'établir une histoire cohérente. Néanmoins, Akihisa Ikeda indique que ce procédé a le désavantage de laisser peu de temps pour la phase finale de dessin, et demande donc à être extrêmement rapide pour livrer les planches terminées.
Lors d'une interview en 2008, Yagi indiquait ne pas utiliser des outils numériques et dessiner entièrement son storyboard et les dessins à la main. S'il reconnaît que le numérique permet des corrections rapides, il trouve que le résultat n'est pas concluant une fois l'impression sur papier réalisée.

## Style et inspirations
Dans son enfance, Norihiro Yagi a été impressionné par le travail de Fujiko Fujio A auteur du manga Doraemon. Il cite aussi Akira Toriyama, Katsuhiro Otomo et Rumiko Takahashi parmi ses auteurs préférés.
Avant de réaliser Claymore, il indique avoir été très marqué par un voyage en France. Le cadre médiéval de l'histoire est fortement influencé par ce voyage, tout en étant mêlé à des sources d'inspiration japonaises comme les yokai.
Pour Ariadne, Norihiro Yagi voulait proposer quelque chose d'original à ses lecteurs. Il s'est mis à la lecture de science-fiction comme Les Cantos d'Hyperion de Dan Simmons qu'il a beaucoup apprécié. La longue errance des protagonistes du roman peut être rapprochée avec celle des personnages d'Ariadne entre ciel et terre.

## Œuvres
- 1990 : Undeadman (one shot).
- 1992-2000 : Angel Densetsu - Comédie, 15 volumes.
- 2001-2014 : クレイモア (Claymore) - Dark Fantasy, 27 volumes.
- 2017-2023 : Sokyû no Ariadone (Ariadne) - Fantasy, 15 volumes.
- 2024 : The Knight and the Corpse (Mukuro to Kishi) (one shot).